# 静岡県小学校の廃校一覧
静岡県小学校の廃校一覧（しずおかけんしょうがっこうのはいこういちらん）は、静岡県内の廃校になった小学校の一覧。対象となるのは、学制改革（1947年）以降に廃校となった小学校、および分校である。なお、学校名は廃校当時のもの。廃校時に小学校（分校）が所在していた自治体がその後、合併によって消滅している場合は、現行の自治体に含める。また休校中の県内の小学校や分校は公式には存続していることになっているが、便宜上本項に記載する。

## 静岡市
- 静岡市立大河内小学校有東木分校（1970年）[1]
- 静岡市立玉川東小学校（1971年静岡市立玉川小学校へ統合）[2]
- 静岡市立玉川西小学校（1971年玉川小へ統合）[2]
- 静岡市立大川小学校坂ノ上分校（1972年）[3]
- 静岡市立清沢小学校黒俣分校（1972年）[4]
- 静岡市立井川小学校〈旧〉（1973年井川北小と統合し静岡市立井川小学校〈新〉へ）[5]
- 静岡市立井川北小学校（1973年井川小〈旧〉と統合し井川小〈新〉へ）[5]
- 静岡市立井川小学校口坂本分校（1972年玉川小へ移管し、1973年廃校）[2]
- 静岡市立玉川小学校仙俣分校（1973年）[2]
- 静岡市立清沢東小学校（1976年清沢小へ統合）[4]
- 静岡市立楢尾小学校（1996年大川小へ統合）[6]
- 静岡市立一番町小学校（2006年三番町小と統合し静岡市立番町小学校へ）[7]
- 静岡市立三番町小学校（2006年一番町小と統合し番町小へ）[7]
- 静岡市立青葉小学校（2007年城内小と統合し静岡市立葵小学校へ）[8]
- 静岡市立城内小学校（2007年青葉小と統合し葵小へ）[8]
- 静岡市立中藁科小学校小布杉分校（2010年休校、2024年閉校）[8]
- 静岡市立峰山小学校（2021年清沢小へ統合）[9]
- 静岡市立清水中河内小学校（2022年清水西河内小、清水和田島小、静岡市立清水両河内中学校と統合し静岡市立清水両河内小中学校へ）[10]
- 静岡市立清水西河内小学校（2022年清水中河内小、清水和田島小、清水両河内中と統合し清水両河内小中へ）[10]
- 静岡市立清水和田島小学校（2022年清水中河内小、清水西河内小、清水両河内中と統合し清水両河内小中へ）[10]
- 静岡市立清沢小学校（2024年静岡市立中藁科小学校へ統合）[11]
- 静岡市立水見色小学校（2024年同上）[11]
- 西奈村立西奈小学校平山分教場（1948年4月10日静岡市立北沼上小学校へ統合）[12]
- 庵原村立庵原小学校東方分校（1961年）[13]
- 庵原村立庵原小学校伊佐布分校（1961年）[13]
- 庵原村立庵原小学校吉原分校（1961年）[13]
- 庵原村立庵原小学校茂畑分校（1961年）[13]
- 井川村立井川小学校大日分校（1965年）[注釈 1]
- 井川村立井川小学校閑蔵分校（1965年）
- 玉川村立玉川小学校長熊分校（1965年）[注釈 2]
- 大河内村立大河内北小学校（1968年静岡市立大河内小学校〈当時：大河内村立大河内南小〉へ統合）[1]
- 由比町立由比東小学校（1967年由比西小と統合し静岡市立由比小学校〈当時：由比町立〉へ）[14]
- 由比町立由比西小学校（1967年由比東小と統合し由比小へ）[14]

## 浜松市
- 浜松市立八幡小学校（1950年浜松市立東小学校へ統合）[15]
- 浜松市立伊佐見小学校古人見分校（1965年）[16]
- 浜松市立和地小学校大山分校（1970年）[17]
- 浜松市立西浦小学校（2005年浜松市立水窪小学校へ統合）[18]
- 浜松市立山香小学校（2006年浜松市立佐久間小学校へ統合）[19]
- 浜松市立滝沢小学校（2006年浜松市立都田小学校へ統合）[6]
- 浜松市立南小学校（2008年高砂小と統合し浜松市立双葉小学校へ）[20]
- 浜松市立高砂小学校（2008年南小と統合し双葉小へ）[20]
- 浜松市立川名小学校（2010年浜松市立井伊谷小学校へ統合）[21]
- 浜松市立渋川小学校（2010年統合により浜松市立引佐北部小学校へ）[22]
- 浜松市立田沢小学校（同上）[22]
- 浜松市立久留女木小学校（同上）[22]
- 浜松市立五島小学校（2011年遠州浜小と統合し浜松市立南の星小学校へ）[23]
- 浜松市立遠州浜小学校（2011年五島小と統合し南の星小へ）[23]
- 浜松市立伊平小学校（2012年井伊谷小へ統合）[21]
- 浜松市立大崎小学校（2012年浜松市立三ヶ日東小学校へ統合）[24]
- 浜松市立春野北小学校（2013年浜松市立気田小学校へ統合）[25]
- 浜松市立南庄内小学校（2014年北庄内小と統合し浜松市立庄内小学校へ。（小中一貫校である庄内学園を構成）[26]
- 浜松市立北庄内小学校（2014年南庄内小と統合し庄内小へ。（小中一貫校である庄内学園を構成）[26]
- 浜松市立大平小学校（2014年浜松市立麁玉小学校へ統合）[27]
- 浜松市立龍山第一小学校（2014年浜松市立横山小学校へ統合）[28]
- 浜松市立熊切小学校（2015年気田小へ統合）[25]
- 浜松市立城西小学校（2017年佐久間小へ統合）[29]
- 浜松市立鏡山小学校（2017年浜松市立光明小学校へ統合）[30]
- 浜松市立北小学校（2017年元城小と統合し浜松市立中部小学校へ。（小中一貫校である浜松中部学園を構成）[31]
- 浜松市立元城小学校（2017年北小と統合し中部小へ。（小中一貫校である浜松中部学園を構成）[31]
- 浜松市立浦川小学校（2025年佐久間小へ統合）[32]
- 天竜市立横山小学校〈旧〉（1960年統合により横山小〈新〉横山教場となり、1961年1月9日新校舎へ移転）[28]
- 天竜市立月小学校（1960年横山小〈新〉月教場となり、1961年1月9日廃止）[28]
- 天竜市立相津小学校（1960年横山小〈新〉相津教場となり、1961年1月9日廃止）[28]
- 天竜市立小川小学校（1960年横山小〈新〉小川教場となり、1961年1月9日廃止）[28]
- 天竜市立東雲名小学校（1960年横山小〈新〉東雲名教場となり、1961年1月9日廃止）[28]
- 天竜市立光南小学校（1967年横川小と統合し浜松市立鏡山小学校〈当時：天竜市立〉へ）[33]
- 天竜市立横川小学校（1967年光南小と統合し鏡山小へ）[33]
- 天竜市立山東小学校（1968年船明小と統合し光明小へ）[30]
- 天竜市立船明小学校（1968年山東小と統合し光明小へ）[30]
- 天竜市立下阿多古小学校〈旧〉（1969年石神小と統合し浜松市立下阿多古小学校〈当時：天竜市立〉へ）[34]
- 天竜市立石神小学校（1969年下阿多古小〈旧〉と統合し下阿多古小〈新〉へ）[34]
- 浜北町立赤佐小学校尾野分校（1958年）[35]
- 浜北町立中瀬小学校上島分校（1963年）[36]
- 浜北市立麁玉小学校堀谷分校（1964年）[27]
- 春野町立熊切小学校五和分校（1956年）[37]
- 春野町立石切小学校小俣分校（1966年）[38]
- 春野町立犬居小学校静修教場（1966年）[39]
- 春野町立犬居小学校犬居教場（1966年10月1日）[39]
- 春野町立犬居小学校和泉平教場（同上）[39]
- 春野町立犬居小学校領家教場（同上）[39]
- 春野町立勝坂小学校（1968年春野町立豊岡小へ統合）[38]
- 春野町立砂川小学校（1968年浜松市立犬居小学校〈当時：春野町立〉へ統合）[39]
- 春野町立胡桃平小学校（1969年犬居小へ統合）[39]
- 春野町立花島小学校（1969年熊切小へ統合）[37]
- 春野町立田河内小学校（同上）[37]
- 春野町立石切小学校（1970年春野町立豊岡小へ統合）[38]
- 春野町立宮川小学校（1972年気田小へ統合）[38]
- 春野町立川上小学校（1974年杉小と統合し杉川上小〈のち：春野北小〉へ）[40]
- 春野町立杉小学校（1974年川上小と統合し春野北小へ）[40]
- 春野町立豊岡小学校（1980年気田小へ統合）[40]※浜松市立豊岡小学校[41]とは無関係。
- 佐久間町立佐久間小学校〈旧〉（1957年統合により佐久間小〈新〉へ）[19]
- 佐久間町立中部小学校（同上）[19]
- 佐久間町立半場小学校（同上）[19]
- 佐久間町立川上小学校（1964年浦川小へ統合）[42]
- 佐久間町立城西小学校横吹分校（1965年）[43]
- 佐久間町立城西小学校相月分校（1967年）[43]
- 佐久間町立城西小学校野田分校（1971年）[43]
- 佐久間町立佐久間小学校羽ヶ庄分校（1971年）[19]
- 佐久間町立大久根小学校（1971年）[6]
- 佐久間町立吉沢小学校（1972年）[6]
- 佐久間町立上平山小学校（1995年）
- 雄踏町立雄踏小学校山崎分校（1959年）[44]
- 水窪町立水窪小学校河内浦分校（1969年）[18]
- 水窪町立水窪小学校門谷分校（1969年）[18]
- 水窪町立水窪小学校大地分校（1970年休校、1978年廃校）[18]
- 水窪町立水窪小学校有本分校（1971年休校、2000年廃校）[18]
- 水窪町立水窪小学校大野分校（1974年休校、1993年廃校）[18]
- 水窪町立水窪小学校大嵐分校（1986年休校、2003年廃校）[18]
- 水窪町立水窪小学校草木分校（1989年休校、1990年11月廃校）[18]
- 水窪町立門桁小学校（2001年休校、2011年校舎解体）[45]
- 龍山村立瀬尻小学校高誉分校（1961年龍山第一小へ統合）[46]
- 龍山村立龍山第一小学校白倉分教場（1965年）[46]
- 龍山村立瀬尻小学校（1970年下平山小と統合し龍山北小へ）[47]
- 龍山村立下平山小学校（1970年瀬尻小と統合し龍山北小へ）[47]
- 龍山村立龍山北小学校（2004年龍山第一小へ統合）[46]
- 三ヶ日町立東小学校大谷分校（1968年）[24]
- 三ヶ日町立西小学校日々澤分教場（1969年）[48]
- 三ヶ日町立西小学校大福寺分校（1999年）[48]

## 沼津市
- 沼津市立西浦西小学校（1971年西浦小へ統合）[49]
- 沼津市立静浦東小学校（2010年静浦西小と統合し沼津市立静浦小学校へ）[50]
- 沼津市立静浦西小学校（2010年静浦東小と統合し静浦小へ）[50]
- 沼津市立内浦小学校（2021年西浦小・長井崎中と統合し沼津市立長井崎小中一貫学校へ）[51]
- 沼津市立西浦小学校（2021年内浦小・長井崎中と統合、長井崎小中一貫校へ）[51]
- 沼津市立戸田小学校（2021年戸田中と沼津市立戸田小中一貫学校を構成）[52]
- 戸田村立井田小学校（1984年戸田小へ統合）[53]
- 戸田村立戸田小学校舟山分校（同上）[53]

## 富士宮市
- 富士宮市立井之頭小学校麓分校（1970年）[54]
- 富士宮市立沼久保小学校（1989年富士宮市立西小学校開校に伴い廃校）[55]
- 富士宮市立井之頭小学校根原分校（2007年休校）[54]

## 伊東市
- 伊東市立八幡野小学校赤沢分校（1961年）[56]
- 伊東市立川奈小学校（2021年伊東市立南小学校へ統合）[57]
- 伊東市立旭小学校（2023年統合により伊東市立伊東小学校へ）[58]
- 伊東市立西小学校（同上）[58]
- 伊東市立東小学校（同上）[58]

## 島田市
- 島田市立伊久美小学校西向分校（1967年）[59]
- 島田市立川島小学校（1970年島田市立神座小学校へ統合）[59]
- 島田市立千葉小学校（1971年島田市立大津小学校へ統合）[6]
- 島田市立湯日小学校（2021年島田市立初倉小学校へ統合）[60]
- 島田市立島田第一小学校〈旧〉（2024年統合により島田市立島田第一小学校〈新〉へ）[61]
- 島田市立伊久美小学校（同上）[61]
- 島田市立神座小学校（同上）[61]
- 島田市立相賀小学校（同上）[61]
- 島田市立伊太小学校（同上）[61]
- 金谷町立北五和小学校（1967年島田市立五和小学校〈当時：金谷町立〉へ統合）[62]
- 金谷町立五和西小学校（1972年五和小へ統合）[62]
- 川根町立身成小学校上河内分校（1967年）[6]
- 川根町立家山小学校（1969年統合により島田市立川根小学校〈当時：川根町立〉へ）[63]
- 川根町立身成小学校（同上）[63]
- 川根町立塩本小学校（同上）[63]
- 川根町立葛籠小学校（同上）[63]
- 川根町立笹間小学校（2007年川根小へ統合）[63]

## 富士市
- 富士市立吉永第二小学校勢子辻分校（1980年）[64]
- 富士市立大淵第二小学校（2023年富士市立大淵第一小学校へ統合）[65]

## 磐田市
- 磐田市立御厨小学校（1957年統合により磐田市立東部小学校へ）[66]
- 磐田市立南御厨小学校（同上）[66]
- 磐田市立磐田東小学校（同上）[66]
- 磐田市立磐田中部小学校中泉分校（1997年）[67]
- 磐田市立豊岡東小学校（2015年磐田市立豊岡北小学校へ統合）[68]
- 豊岡村立豊岡南小学校松之木島分教場（1964年）[69]
- 福田町立福田西小学校（1968年磐田市立福田小学校〈当時：福田町立〉へ統合）[70]

## 掛川市
- 掛川市立原泉小学校〈初代〉（1967年三笠北小と統合し原泉小〈2代目〉へ）[71]
- 掛川市立三笠北小学校（1967年原泉小〈初代〉と統合し原泉小〈2代目〉へ）[71]
- 掛川市立原泉[72]小学校明ヶ島分校(1967年原田小学校へ統合)[73]
- 掛川市立原田小学校西之谷分校(1968年)[73]
- 掛川市立東山小学校（1968年掛川市立日坂小学校へ統合）[74]
- 掛川市立原泉小学校〈2代目〉（2010年掛川市立西郷小学校へ統合）[75]
- 掛川市立原田小学校（2025年掛川市立原谷小学校へ統合）[76]
- 桜木村立桜木北小学校（1954年桜木南小と統合し掛川市立桜木小学校〈当時：北小笠村立〉へ）[77]
- 桜木村立桜木南小学校（1954年桜木北小と統合し桜木小へ）[77]

## 藤枝市
- 藤枝市立瀬戸谷第一小学校（1971年統合により藤枝市立瀬戸谷小学校へ）[6][注釈 3]
- 藤枝市立瀬戸谷第二小学校（同上）[6]
- 藤枝市立瀬戸谷第三小学校（同上）[6]

## 御殿場市
- 御殿場市立神山小学校駿河分校（1967年休校、1997年廃校）[78]

## 袋井市
- 袋井市立袋井南小学校豊沢分校（1960年5月）[79]
- 袋井市立袋井南小学校愛野分校（1960年5月）[79]
- 袋井市立山梨小学校（1969年宇刈小と統合し袋井市立山名小学校山梨教場となり、1970年9月完全統合）[80]
- 袋井市立宇刈小学校（1969年山梨小と統合し山名小宇刈教場となり、1970年9月完全統合）[80]
- 浅羽町立上浅羽小学校（1970年西浅羽小と統合し袋井市立浅羽北小学校〈当時：浅羽町立〉へ）[81]
- 浅羽町立西浅羽小学校（1970年上浅羽小と統合し浅羽北小へ）[81]

## 下田市
- 下田市立須原小学校（1971年下田市立稲梓小学校へ統合）[82]
- 下田町立加増野小学校（1963年稲梓小へ統合）[82]
- 下田町立吉佐美小学校（1966年登自小と統合し下田市立朝日小学校〈当時：下田町立〉へ）[82]
- 下田町立登自小学校（1966年吉佐美小と統合し朝日小へ）[82]
- 下田町立須崎小学校（1967年柿崎小と統合し下田市立浜崎小学校〈当時：下田町立〉へ）[82]
- 下田町立柿崎小学校（1967年須崎小と統合し浜崎小へ）[82]

## 裾野市
- 裾野町立須山小学校十里木分校（1967年）[6]
- 裾野市立向田小学校（2025年裾野市立東小学校へ統合）[83]

## 湖西市
- 湖西町立入出小学校（1967年新所小と統合し湖西市立東小学校〈当時：湖西町立〉へ）[84]
- 湖西町立新所小学校（1967年入出小と統合し東小へ）[84]

## 伊豆市
- 伊豆市立土肥小学校〈旧〉（2010年土肥南小と統合し伊豆市立土肥小学校〈新〉へ）[85]
- 伊豆市立土肥南小学校（2010年土肥小〈旧〉と統合し土肥小〈新〉へ）[85]
- 伊豆市立大見小学校（2011年統合により伊豆市立中伊豆小学校へ）[86]
- 伊豆市立大東小学校（同上）[86]
- 伊豆市立八岳小学校（同上）[86]
- 伊豆市立狩野小学校（2013年統合により伊豆市立天城小学校へ）[87]
- 伊豆市立湯ヶ島小学校（同上）[87]
- 伊豆市立月ヶ瀬小学校（同上）[87]
- 天城湯ヶ島町立船原小学校（1975年狩野小へ統合）[87]
- 中狩野村立中狩野小学校柿木分校（1959年）[87]

## 御前崎市
- 浜岡町立新田小学校（1970年高松小と統合し御前崎市立第一小学校〈当時：浜岡町立〉へ）[88]
- 浜岡町立高松小学校（1970年新田小と統合し第一小へ）[88]
- 浜岡町立佐倉小学校（1974年比木小と統合し御前崎市立浜岡東小学校〈当時：浜岡町立〉へ）[89]
- 浜岡町立比木小学校（1974年佐倉小と統合し浜岡東小へ）[89]
- 浜岡町立新野小学校（1977年朝比奈小と統合し御前崎市立浜岡北小学校〈当時：浜岡町立〉へ）[90]
- 浜岡町立朝比奈小学校（1977年新野小と統合し浜岡北小へ）[90]

## 伊豆の国市
- 伊豆の国市立大仁小学校田中山分校（2008年）[91]
- 伊豆の国市立大仁東小学校（2010年伊豆の国市立大仁小学校へ統合）[91]
- 韮山町立韮山小学校奈古谷分校（1998年）[92]

## 牧之原市
- 牧之原市立片浜小学校（2017年牧之原市立相良小学校へ統合）[93]
- 相良町立萩間東小学校（1971年萩間西小と統合し牧之原市立萩間小学校〈当時：相良町立〉へ）[94]
- 相良町立萩間西小学校（1971年萩間東小と統合し萩間小へ）[94]

## 賀茂郡
- 東伊豆町立大川小学校（2018年東伊豆町立熱川小学校へ統合）[95]
- 南伊豆町立三坂小学校（1973年南伊豆町立南中小学校へ統合）[6]
- 南伊豆町立竹麻小学校（2009年南崎小と統合し南伊豆町立南伊豆東小学校へ）[6]
- 南伊豆町立南崎小学校（2009年竹麻小と統合し南伊豆東小へ）[6]
- 南伊豆町立三浜小学校（2014年南中小へ統合）[96]
- 松崎町立岩科小学校（2007年松崎町立松崎小学校へ統合）[6]
- 松崎町立三浦小学校（同上）[6]
- 松崎町立中川小学校（2010年松崎小へ統合）[6]
- 西伊豆町立大沢里小学校（1973年西伊豆町立仁科小学校へ統合）[97]
- 西伊豆町立賀茂小学校〈旧〉（2024年田子小と統合し西伊豆町立賀茂小学校〈新〉へ）[98]
- 西伊豆町立田子小学校（2024年賀茂小〈旧〉と統合し賀茂小〈新〉へ）[98]

## 榛原郡
- 吉田町立吉田小学校（1967年川尻小と統合し中央小へ）[99]
- 吉田町立川尻小学校（1967年吉田小と統合し中央小へ）[99]
- 川根本町立南小学校（2006年北小と統合し本川根小へ）[100]
- 川根本町立北小学校（2006年南小と統合し本川根小へ）[100]
- 川根本町立中央小学校（2023年統合により三ツ星小へ）[101]
- 川根本町立中川根第一小学校（同上）[101]
- 川根本町立中川根南部小学校（同上）[101]
- 川根本町立三ツ星小学校（2024年中川根中と統合し川根本町立三ツ星学園へ）[102]
- 川根本町立本川根小学校（2024年本川根中と統合し川根本町立光の森学園へ）[103]
- 本川根町立崎平小学校（1963年千頭小へ統合）[100]
- 本川根町立青部小学校（1968年千頭小へ統合）[100]
- 本川根町立大間小学校（1965年奥泉小へ統合）[100]
- 本川根町立長島小学校（1966年奥泉小〈1971年 北小学校に改称〉へ統合）[100]
- 本川根町立東小学校（1971年千頭小と統合し南小へ）[100]
- 本川根町立千頭小学校（1971年東小と統合し南小へ）[100]
- 中川根町立上長尾小学校（1966年田野口小と統合し中央小へ）[6]
- 中川根町立田野口小学校（1966年上長尾小と統合し中央小へ）[6]
- 中川根町立下長尾小学校泉分校（1967年）[104]
- 中川根町立下長尾小学校壱町河内分校（1968年）[6]
- 中川根町立下泉小学校（1968年下長尾小へ統合）[6]
- 中川根町立徳山小学校（1972年藤川小と統合し川根本町立中川根第一小学校〈当時：中川根町立〉へ）[6]
- 中川根町立藤川小学校（1972年徳山小と統合し中川根第一小へ）[6]
- 中川根町立水川小学校（1973年中央小へ統合）[6]
- 中川根町立久野脇小学校（1977年統合により川根本町立中川根南部小学校〈当時：中川根町立〉へ）[6]
- 中川根町立久保尾小学校（同上）[6]
- 中川根町立下長尾小学校（同上）[6]
- 中川根町立地名小学校（1989年中川根南部小へ統合）[6]

## 周智郡
- 森町立問詰小学校薄場分校（1956年）[105]
- 森町立園田小学校（1967年一宮小と統合し森町立宮園小学校へ）[105]
- 森町立一宮小学校（1967年園田小と統合し宮園小へ）[105]
- 森町立三倉小学校〈初代〉（1969年統合により三倉小〈2代目〉へ）[105]
- 森町立大久保小学校（同上）[105]
- 森町立上野平小学校（同上）[105]
- 森町立大河内小学校（同上）[105]
- 森町立問詰小学校（1975年吉川小と統合し天方小へ）[106]
- 森町立吉川小学校（1975年問詰小と統合し天方小へ）[106]
- 森町立天方小学校嵯塚分校（1977年休校、1990年廃校）[106]
- 森町立天方小学校（2021年森町立森小学校へ統合）[107]
- 森町立三倉小学校（同上）[107]